# Alfred Cauchie
Alfred Cauchie (Estinnes, 26 ottobre 1860 – Roma, 10 febbraio 1922) è stato uno storico belga, professore all'Università cattolica di Lovanio.

## Biografia
Dal 1874 al 1880, completò gli studi secondari presso il seminario minore di Notre-Dame de Bonne-Espérance di Vellereille-les-Brayeux. Proseguì col biennio di studi filosofici propedeutico all'ammissione nel seminario maggiore fino alla consacrazione sacerdotale nel 1885.
L'anno successivo il vescovo di Tournai lo inviò all'Università Cattolica alla facoltà di storia. Dopo un periodo di ricerca nell'Archivio apostolico vaticano, nel 1891 conseguì il dottorato in scienze morali e storiche. Poco tempo più tardi, divenne ordinario di euristica, critica storica e storia ecclesiastica presso lo stesso ateneo. Nel 1896, raccolse consolidò il materiale didattico di storia pratica, teologia e diritto canonico in un unico seminario storico -séminaire historique come lo definì- allo scopo di erogare ai suoi studenti di storia un tipo di formazione che avrebbe poi permesso loro di lavorare in proprio.
Nel 1898, fu nominato canonico della Cattedrale di Notre-Dame a Tournai. Due anni più tardi, fondò la Revue d'histoire ecclésiastique, rivista accademica sulla storia del Cristianesimo che negli anni acquisì un prestigio internazionale.
Cuachie nutriva da tempo il progetto di creare un istituto storico belga a Roma. Nel 1902, fondò la Casa intitolata in onore del benedettino Ursmer Berlière, monaco di Maredsous. Cauchie diresse l'istituto dal 1918 al 1922.
Morì accidentalmente nella sera del 9 febbraio 1922, investito lungo una strada della capitale da una cavallo che trainava una barella. Ricoverato in ospedale per i traumi subiti, si spense il giorno seguente.
I suoi funerali furono celebrati il 13 febbraio nella Chiesa di san Giuliano dei Belgi.